# Pic Mitchell (Antarctique)
Le pic Mitchell est un sommet d'Antarctique occidental situé 24 km à l'ouest des pics de Birchall dans la région méridionale de la péninsule de Guest, au nord-ouest de la terre Marie Byrd. Il a été baptisé en l'honneur du mathématicien et géographe Hugh C. Mitchell. 